# Maidie Norman
Maidie Ruth Norman (nascida Gamble; 16 de outubro de 1912 – 2 de maio de 1998) foi uma atriz americana de rádio, teatro, cinema e televisão, bem como instrutora de literatura e teatro afro-americano.

## Juventude
Norman nasceu Maidie Ruth Gamble em uma plantação em Villa Rica, Geórgia, filha de Louis e Lila Graham Gamble. Ela foi criada em Lima, Ohio, e começou a estudar teatro e atuar em peças de Shakespeare quando criança. Ela se formou na Central High School em Lima em 1930 e frequentou o Bennett College em Greensboro, Carolina do Norte, onde obteve o Bachelor of Arts em 1934. Ela então obteve seu mestrado em teatro na Universidade Columbia em 1937.
Ela se casou com o corretor de imóveis McHenry Norman em 22 de dezembro de 1937. Mais tarde, ela usou o sobrenome do marido como nome profissional.

## Carreira

### Atuação
Norman começou sua carreira no rádio com aparições no The Jack Benny Program e Amos 'n' Andy. Em 1946, ela começou a estudar no Actors' Laboratory Theatre em Hollywood. Ela fez sua estreia nos palcos em 1949 como Honey em Deep Are the Roots no Mayan Theatre em Los Angeles.
Em 1947, Norman fez sua estreia no cinema em The Peanut Man. Inicialmente, ela achou difícil encontrar papéis positivos em filmes para mulheres afro-americanas e sentiu-se limitada em interpretar empregadas domésticas e babás. Embora ela tenha aparecido em tais papéis, Norman recusou-se a retratar esses personagens de uma maneira subserviente ou estereotipada que era considerada a norma. Mais tarde, ela disse: "No início, prometi que não desempenharia nenhum papel que privasse as mulheres negras de sua dignidade."
Norman apareceu em seu único papel principal em 1951, interpretando Martha Crawford em The Well. Mais tarde, ela apareceu em papéis coadjuvantes em Torch Song (1953), Bright Road (1953), Susan Slept Here (1954), The Opposite Sex (1956) e Written on the Wind (1956). Um de seus papéis mais memoráveis foi como a malfadada governanta Elvira Stitt no filme de terror de Robert Aldrich de 1962, What Ever Happened to Baby Jane?, com Bette Davis e Joan Crawford. Em uma entrevista de 1995, Norman lembrou que a personagem foi originalmente escrita como uma "personagem idiota e simsum". Ela reescreveu o diálogo, que chamou de "conversa antiga sobre a escravidão", na tentativa de dignificar a personagem.
Durante a década de 1960 e pelo resto de sua carreira, Norman apareceu principalmente em papéis na televisão porque acreditava que existiam mais oportunidades para artistas afro-americanos no meio. Seus créditos na TV incluem aparições em The Loretta Young Show, Perry Mason, Alfred Hitchcock Presents, Ben Casey, e Dr. Kildare. Em 1961, ela apareceu na produção de Los Angeles de A Raisin in the Sun.
Nas décadas de 1970 e 1980, Norman estrelou episódios de Good Times, The Jeffersons, Little House on the Prairie, e The Streets of San Francisco. Seu último papel no cinema foi em Terrorist on Trial: The United States vs. Salim Ajami (1988), e no mesmo ano, ela fez suas aparições na televisão na sitcom americana Amen, no telefilme Side by Side e em um episódio de Simon & Simon.

### Ensino
No auge de sua carreira, na década de 1950, Norman percorreu faculdades dando palestras sobre literatura e teatro afro-americano. De 1955 a 1956, ela lecionou na Universidade do Texas em Tyler. Norman também foi artista residente na Universidade Stanford de 1968 a 1969. Em 1970, ela criou e ministrou um curso de história do teatro afro-americano na UCLA. Foi o primeiro curso dedicado ao tema dos estudos afro-americanos na história da faculdade. Norman lecionou na UCLA até 1977. Em sua homenagem, a UCLA estabeleceu o Maidie Norman Research Award para o melhor ensaio de estudante sobre cinema ou teatro afro-americano.

## Vida pessoal
Em 22 de dezembro de 1937, ela se casou com o corretor de imóveis McHenry Norman, que conheceu enquanto estudava no Bennett College. Eles tiveram um filho, McHenry Norman III. Eles foram casados até a morte de McHenry. Em 1977, Norman casou-se com Weldon D. Canada, com quem permaneceu casada até sua morte.

## Morte
Norman morreu de câncer de pulmão em 2 de maio de 1998, na casa de seu filho em San José, Califórnia, aos 85 anos. Seu funeral foi realizado na Igreja Metodista Unida Alum Rock em San José, em 12 de maio. Ela foi cremada pela The Neptune Society e suas cinzas espalhadas no mar.

## Honras
Norman foi convidada para servir como delegada oficial da Igreja Metodista para uma conferência sobre relações humanas realizada de 11 a 13 de fevereiro de 1958 na Primeira Igreja Metodista de Glendale e patrocinada pelo Conselho de Relações Sociais Cristãs da Conferência Sul da Califórnia-Arizona e pelo General Conselho de Relações Sociais e Econômicas.
Em 1977, ela foi incluída no Hall da Fama dos Cineastas Negros.
Em 1985, a California Educational Theatre Association concedeu-lhe um prêmio de artista profissional.
Em 1992, Norman recebeu um doutorado honorário do Bennett College, sua alma mater.

## Filmografia

### Cinema
| Ano  | Título                             | Personagem                                | Notas                              |
| ---- | ---------------------------------- | ----------------------------------------- | ---------------------------------- |
| 1947 | The Burning Cross                  | Kitty West                                |                                    |
| 1947 | The Peanut Man                     |                                           |                                    |
| 1949 | Manhandled                         | Christine (empregada doméstica de Bennet) | Sem créditos                       |
| 1951 | The Well                           | Martha Crawford                           |                                    |
| 1952 | Lydia Bailey                       | Papel menor                               | Sem créditos                       |
| 1953 | Bright Road                        | Sra. Hamilton (mãe de Tanya)              |                                    |
| 1953 | Torch Song                         | Anne                                      |                                    |
| 1953 | Forever Female                     | Emma (empregada doméstica de Beatrice)    | Sem créditos                       |
| 1953 | Money from Home                    | Mattie (empregada doméstica de Phyllis)   | Sem créditos                       |
| 1954 | Executive Suite                    | Empregada                                 | Sem créditos                       |
| 1954 | About Mrs. Leslie                  | Camilla                                   |                                    |
| 1954 | Susan Slept Here                   | Georgette (empregada doméstica de Mark)   |                                    |
| 1955 | Tarzan's Hidden Jungle             | Suma                                      | Sem créditos                       |
| 1955 | Mad at the World                   | Miss Lovett                               | Sem créditos                       |
| 1955 | Man with the Gun                   | Sarah (empregada doméstica de Nelly)      | Sem créditos                       |
| 1956 | The Opposite Sex                   | Violet (balconista d Sydney's)            | Sem créditos                       |
| 1956 | Written on the Wind                | Bertha                                    |                                    |
| 1960 | No Greater Love                    |                                           |                                    |
| 1962 | What Ever Happened to Baby Jane?   | Elvira Stitt                              |                                    |
| 1963 | 4 for Texas                        | Empregada de Burden                       |                                    |
| 1966 | A Fine Madness                     | Garçonete                                 | Sem créditos                       |
| 1972 | The Final Comedown                 | Enfermeira Ferguson                       | Título alternativo: Blast!         |
| 1973 | Maurie                             | Sra. Stokes                               |                                    |
| 1973 | Sixteen                            | Tia Ada                                   | Título alternativo: The Young Prey |
| 1976 | A Star Is Born                     | Juíza de Paz                              | Sem créditos                       |
| 1977 | Airport '77                        | Dorothy                                   |                                    |
| 1978 | Movie Movie                        | Gussie                                    |                                    |
| 1982 | Halloween III: Season of the Witch | Enfermeira Agnes                          |                                    |

## Televisão
| Ano       | Título                                                | Personagem            | Notas                                                            |
| --------- | ----------------------------------------------------- | --------------------- | ---------------------------------------------------------------- |
| 1950–1954 | Fireside Theatre                                      |                       | 2 episódios                                                      |
| 1955      | Hallmark Hall of Fame                                 | Lurie                 | Episódio: "The Courtship of George Washington and Martha Custis" |
| 1955      | Lux Video Theatre                                     | Vários papéis         | 2 episódios                                                      |
| 1955      | Cavalcade of America                                  | Tia Nellie            | Episódio: "Towards Tomorrow"                                     |
| 1956      | Matinee Theater                                       | Rose                  | Segmento: "From the Desk of Margaret Tydings"                    |
| 1956      | Four Star Playhouse                                   | Coralee               | Episódio: "Autumn Carousel"                                      |
| 1956      | 'Climax!                                              | Maggie                | Episódio: "The Lou Gehrig Story"                                 |
| 1956      | Celebrity Playhouse                                   | Elsie                 | Episódio: "I'll Make the Arrest"                                 |
| 1956      | Dragnet                                               |                       | Episódio: "The Big Missus"                                       |
| 1957–1959 | Letter to Loretta                                     | Vários papéis         | 3 episódios                                                      |
| 1960      | Alfred Hitchcock Presents                             | Eloise                | 6ª Temporada Episódio 1: "Mrs. Bixby and the Colonel's Coat"     |
| 1960      | Michael Shayne                                        | Empregada doméstica   | Episódio: "Blood on Biscayne Bay"                                |
| 1962      | Perry Mason                                           | Empregada doméstica   | Episódio: "The Case of the Mystified Miner"                      |
| 1963      | Wide Country                                          | Vera                  | Episódio: "Speckle Bird"                                         |
| 1963      | Ben Casey                                             | Bartender             | Episódio: "Allie"                                                |
| 1963      | The Joey Bishop Show'                                 | Enfermeira Mildred    | Segmento: "Ellie Gives Joey First Aid"                           |
| 1963      | Breaking Point                                        | Guarda                | Episódio: "Don't Cry Baby, Don't Cry"                            |
| 1963      | The Twilight Zone                                     | Empregada doméstica   | Episódio: "The Masks"                                            |
| 1964      | Hazel                                                 | Lady                  | Episódio: "Campaign Manager"                                     |
| 1956      | Dr. Kildare                                           | Sra. Johnson          | Episódio: "A Marriage of Convenience"                            |
| 1965      | Death Valley Days                                     | Martha                | Episódio: "No Place for a Lady"                                  |
| 1965      | The Long, Hot Summer                                  | Miss James            | Episódio: "Home Is a Nameless Place"                             |
| 1965      | The Man from U.N.C.L.E.                               | Mama Lou              | Episódio: "The Very Important Zombie Affair"                     |
| 1967      | CBS Playhouse                                         | Sra. Pierce           | Episódio: "The Final War of Olly Winter"                         |
| 1967–1968 | Dragnet                                               | Vários papéis         | 2 episódios                                                      |
| 1967–1970 | Ironside                                              | Vários papéis         | 2 episódios                                                      |
| 1968      | Insight                                               | Alice                 | Episódio: "The Sandalmaker"                                      |
| 1968      | Daktari                                               | Mwanda                | Episódio: "Adam and Jenny"                                       |
| 1968      | Judd, for the Defense                                 | Charlene Muller       | Episódio: "The Gates of Cerberus"                                |
| 1969      | The Outcasts                                          | Esther                | Episódio: "Give Me Tomorrow"                                     |
| 1970      | Storefront Lawyers                                    | Sra. Kingman          | Episódio: "Easy to Be Hard"                                      |
| 1970      | Barefoot in the Park                                  | Lady                  | Segmento: "The Marriage Proposal"                                |
| 1970      | The F.B.I.                                            |                       | Episódio: "The Innocents"                                        |
| 1970–1971 | Mannix                                                | Vários papéis         | 2 episódios, incluindo 4ª Temporada-Ep08 "The World Between"     |
| 1971      | Room 222                                              |                       | Episódio: "Dixon's Raiders"                                      |
| 1971–1976 | Marcus Welby, M.D.                                    | Vários papéis         | 3 episódios                                                      |
| 1970      | Another Part of the Forest                            | Coralee               | Telefilme                                                        |
| 1972      | Say Goodbye, Maggie Cole                              | Enfermeira Ferguson   | Telefilme                                                        |
| 1972–1973 | Adam-12                                               | Vários papéis         | 2 episódios                                                      |
| 1973      | Griff                                                 | Mama Lou              | Episódio: "The Very Important Zombie Affair"                     |
| 1973      | A Dream for Christmas                                 | Jennie Daley          | Telefilme                                                        |
| 1973      | Love Story                                            | Mãe                   | Episódio: "A Glow of Dying Embers"                               |
| 1974      | Cannon                                                |                       | Episódio: "Triangle of Terror"                                   |
| 1974      | The Sty of the Blind Pig                              | Weedy Warren          | Telefilme                                                        |
| 1974      | The Streets of San Francisco                          | Sra. Anderson         | Episódio: "Jacob's Boy"                                          |
| 1974      | Rhoda                                                 | Enfermeira            | Episódio: "I'm a Little Late, Folks"                             |
| 1975      | Kolchak: The Night Stalker                            | Bibliotecária         | Episódio: "Mr. R.I.N.G."                                         |
| 1975      | Lucas Tanner                                          | Ellen Russell         | Episódio: "Those Who Cannot, Teach"                              |
| 1975      | Kung Fu                                               | Mãe de Omar           | Episódio: "Barbary House"                                        |
| 1975      | Good Times                                            | Edna                  | Episódio: "The Enlistment"                                       |
| 1975      | Harry O                                               | Clara Wooster         | Episódio: "Shades"                                               |
| 1975      | The Jeffersons                                        | Rachel                | Episódio: "Mother Jefferson's Fall"                              |
| 1975–1977 | Police Woman                                          | Vários papéis         | 3 episódios                                                      |
| 1976      | Police Story                                          | Sra. Wilkins          | Segmento: "50 Cents-First Half Hour, $1.75 All Day"              |
| 1976      | Bronk                                                 | Stella                | Episódio: "Death with Honor"                                     |
| 1976      | Baretta                                               | Sra. Rich             | Episódio: "Can't Win for Losin'"                                 |
| 1977      | Little House on the Prairie                           | Sra. Henry            | Episódio: "The Wisdom of Solomon"                                |
| 1979      | The Incredible Hulk                                   | Sra. Dennison         | Episódio: "Like a Brother"                                       |
| 1979      | Roots: The Next Generations                           | Irmã Scrap Scott      | Minissérie                                                       |
| 1979      | Barnaby Jones                                         | Rose                  | Episódio: "Girl on the Road"                                     |
| 1981      | Thornwell                                             | Ruth Thornwell        | Telefilme                                                        |
| 1981      | Enos                                                  |                       | Episódio: "Once and Fur All"                                     |
| 1982      | Bare Essence                                          |                       | Telefilme                                                        |
| 1982      | Cagney & Lacey                                        | Operadora de elevador | Episódio: "Internal Affairs"                                     |
| 1983      | Bare Essence                                          |                       | Episódio: "Hour Four"                                            |
| 1983      | Secrets of a Mother and Daughter                      | Neddy                 | Telefilme                                                        |
| 1983      | Hotel                                                 | Carrie Garland        | Episódio: "Confrontations"                                       |
| 1984      | His Mistress                                          |                       | Telefilme                                                        |
| 1985      | Matt Houston                                          | Ethel                 | Episódio: "Death Watch"                                          |
| 1988      | Terrorist on Trial: The United States vs. Salim Ajami | Edna                  | Telefilme                                                        |
| 1988      | Amen                                                  | Sra. Murray           | Episódio: "Man on a Ledge"                                       |
| 1988      | Side by Side                                          | Eunice                | Telefilme                                                        |
| 1988      | Simon & Simon                                         | Bessie Copeland       | Episódio: "Little Boy Dead"                                      |